# Níkos Oikonómou
Níkos Ikonómou (en grec Νίκος Οικονόμου), souvent orthographié Nikos Ekonomou, né le 19 février 1973 à Nikaia, est un joueur grec de basket-ball, évoluant aux postes d'ailier, intérieur.

## Club
- 1991-1999 :  Panathinaïkós
- 1999-2000 :  Virtus Bologne
- 2001-2001 :  Olympiakós
- 2001-2002 :  FC Barcelone
- 2002-2003 :  Olympia Larissa
- 2003-2004 :  Dynamo Moscou
- 2004-2006 :  Paniónios BC
- 0000 2007 :  Panellinios Athènes

## Palmarès

### Club
- Vainqueur de l'Euroligue 1996
- Champion de Grèce 1998, 1999

### Sélection nationale
- Jeux olympiques d'été
  - Participation aux Jeux olympiques de 1996 à Atlanta
- Championnat du monde
  - Participation au championnat du monde 1998 en Athènes
- Championnat d'Europe de basket-ball masculin
  - 4e au championnat d'Europe 1995 en Grèce
  - 4e au championnat d'Europe 1997 en Espagne